# George T. Cobb

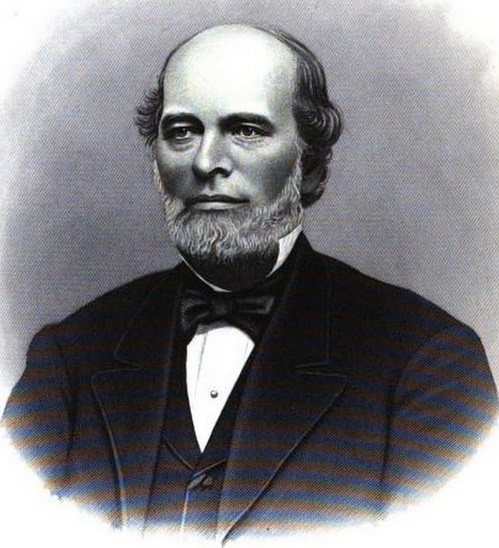
George T. Cobb

George Thomas Cobb (* 13. Oktober 1813 in Morristown, New Jersey; † 12. August 1870 bei White Sulphur Springs, West Virginia) war ein US-amerikanischer Politiker. Zwischen 1861 und 1863 vertrat er den Bundesstaat New Jersey im US-Repräsentantenhaus.

## Werdegang
Bereits im Alter von sechs Jahren wurde George Cobb nach dem Tod seiner Eltern zum Waisenkind. Er erhielt nur eine eingeschränkte Schulausbildung und arbeitete danach als Ladenangestellter in Denville. Danach arbeitete er in verschiedenen Eisenwerken. Später zog er nach New York City, wo er ebenfalls Ladenangestellter war. Anschließend begann er eine erfolgreiche Tätigkeit im Außenhandel. Dort kam er zu einem beträchtlichen Reichtum, der es ihm erlaubte, sich aus dem aktiven Arbeitsleben zurückzuziehen und sich ausschließlich der Politik zu widmen. Er kehrte nach New Jersey zurück, wo er eine politische Laufbahn einschlug.
Zunächst war Cobb Mitglied der Demokratischen Partei. Bei den Kongresswahlen des Jahres 1860 wurde er als deren Kandidat im 4. Kongresswahlbezirk von New Jersey in das US-Repräsentantenhaus in Washington, D.C. gewählt, wo er am 4. März 1861 die Nachfolge von Jetur R. Riggs antrat. Da er im Jahr 1862 auf eine erneute Kandidatur verzichtete, absolvierte er nur eine Amtszeit, die am 3. März 1863 endete. Diese war von den Ereignissen des Bürgerkrieges geprägt.
Im Jahr 1863 wechselte Cobb zu den Republikanern, für die er 1865 und 1868 in den Senat von New Jersey gewählt wurde. Von 1865 bis 1869 war er Bürgermeister der Stadt Morristown. Von 1868 bis zu seinem Tod fungierte George Cobb als Kurator des Drew Theological Seminary; im Jahr 1869 kandidierte er erfolglos für den US-Senat. Cobb war außerdem Präsident der Sabbath School Association im Morris County. Er starb am 12. August 1870 bei einem Eisenbahnunfall nahe White Sulphur Springs in West Virginia und wurde auf dem Evergreen Cemetery in Morristown beigesetzt.